# Ricardo Rojas (fotbollsspelare)
Ricardo Francisco Rojas Trojillo, född 7 maj 1974 i  Vallenar, är en chilensk före detta fotbollsspelare.

## Karriär
Rojas började spela fotboll i den lokala klubben La Serena, mellan 1990 och 1993. År 1994 spelade han i Unión Española och senare samma år debuterade han också för landslaget i en träningsmatch mot Argentina. Efter sejouren med Unión gick flytten till storklubben Universidad de Chile år 1997.
De fortsatta framgångarna både på klubb- och landslagsnivå gjorde att Rojas drog ögonen mot sig och mot slutet av 2000 gick den mexikanska klubben Club América ut med att man hade signat försvararen inför det nästkommande året. Rojas spelade kontinuerligt med Club América fram till 2007 (så när som på en sexmånadersperiod 2004 när han var utlånad till Universidad Católica) och gjorde sammanlagt över 200 framträdanden med den mexikanska klubben. 2007 valde klubben dock att släppa försvararen och detta ledde i sin tur till att Rojas återvände till den inhemska fotbollen, den här gången för spel med anrika Colo-Colo.
Sammanfattningsvis blev det sedan ett par snabba pendlingar mellan Chile och Mexiko innan Rojas 2011 officiellt bestämde sig för att lägga av med fotbollen.